# Türkenhof

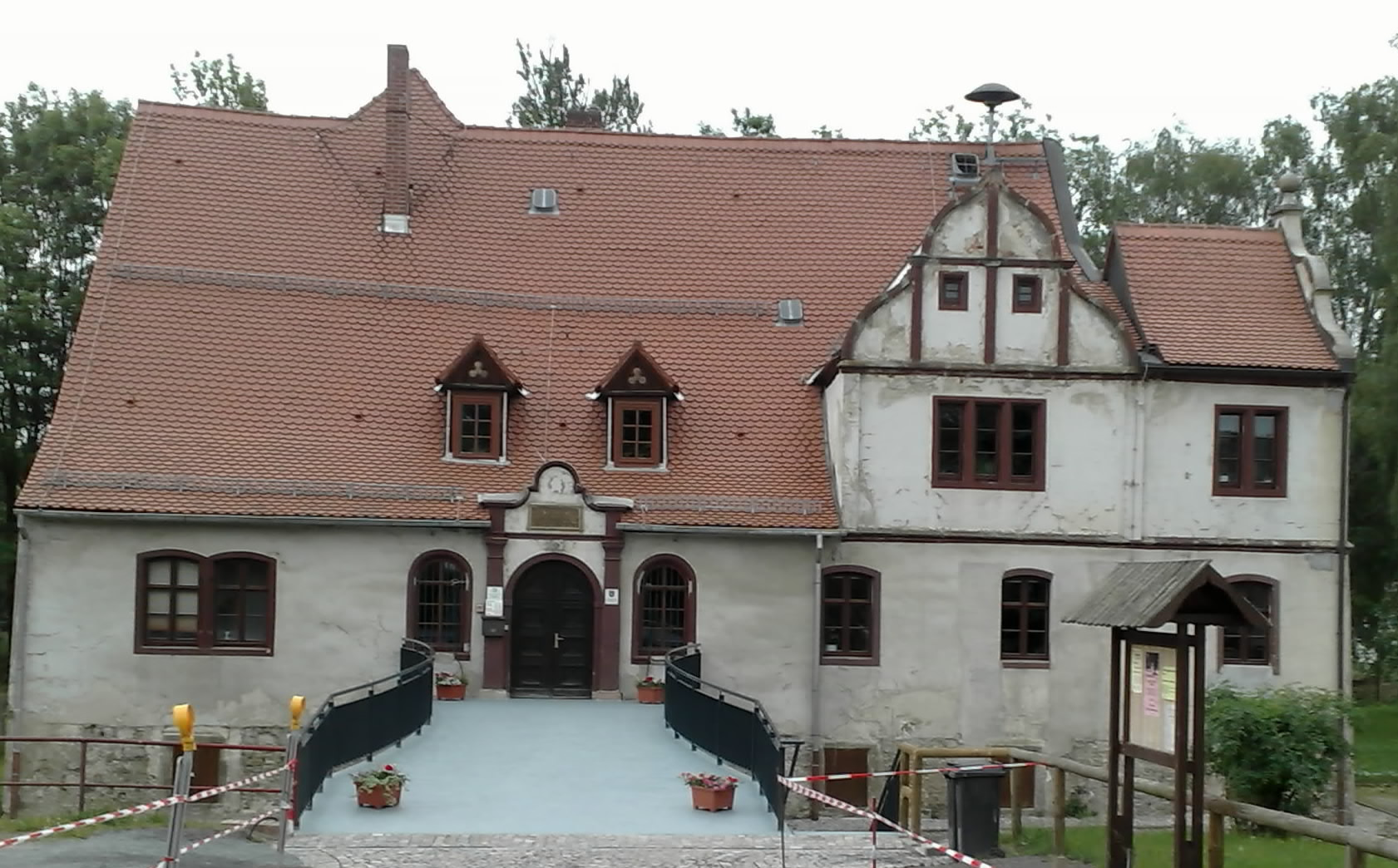
Der Türkenhof

Der Türkenhof steht in der Gemeinde Oppurg im Saale-Orla-Kreis in Thüringen.

## Geschichte
Der Türkenhof ist das älteste Gebäude in Oppurg. Er stammt aus dem 16. Jahrhundert. Der Junker Hans von Brandenstein ist der Erbauer. Er war nach Frankreich gegangen um sich militärisch ausbilden zu lassen. 1525 wurde er Page vom König Franz I. In der Schlacht bei Pavia wurde er gefangen genommen. Da trat er in Kaiserliche Kriegsdienste über und fiel bei der Belagerung von Buda in türkische Gefangenschaft. Nach drei Jahren Zwangsarbeit soll ihn der türkische Heerführer Ibrahim auf seine Kriegszüge mitgenommen haben. Sein Können und Wissen fiel auf und er bekam eine Sonderstellung, die er mit Zuleika oder auch Fatima nach 16 Jahren ausnutzte und auf einem Schiff mit der türkischen Frau in die Heimat kam.
Seine Gattin Helene von Stein akzeptierte die Türkin genau wie der Papst, weil sie dem Mann zur Flucht verholfen hatte. Die Türkin starb dann plötzlich und die beginnende Erbregelung deckte auf, dass seine Brüder ihn fünf Jahre zuvor amtlich für tot erklärt hatten. Sie mussten sein Erbe zurückgeben. Dazu gehörte das Grundstück, worauf sich heute der Türkenhof befindet. Er hat es dann zum Gedenken an seine Gattin aus der Türkei neu nach türkischen Gesichtspunkten bebauen lassen. Er ließ auch über der Haustür eine Gedenktafel anbringen.

## Der Türkenhof heute
Seit 1995 wird der Türkenhof als Verwaltungssitz der Verwaltungsgemeinschaft Oppurg genutzt und entsprechend erhalten.